# Гимнокалициум мелкоцветный
Гимнокалициум мелкоцветный (лат. Gymnocalycium leptanthum) — кактус из рода Гимнокалициум.

## Описание
Стебель приплюснутый, широкий, около 7 см в поперечнике. Рёбер 8, они невысокие, разделены на округлые бугорки.
Радиальных колючек 7, прижаты к стеблю.
Цветки до 6,5 см длиной, белые, основания лепестков красноватые. На высокой цветочной трубке видны гладкие округлые чешуйки.

## Распространение
Встречается в Аргентине.